# Mozambique aux Jeux olympiques d'été de 2004
Le Mozambique a envoyé 4 athlètes aux Jeux olympiques d'été de 2004 à Athènes en Grèce.

## Résultats

### Athlétisme
400 mètres haies hommes :
- Kurt Couto
  - 1er tour : 51 s 18 (7e dans la 1re série, éliminé, 31e au total) (Record du Mozambique)

800 mètres femmes :
- Maria de Lurdes Mutola
  - 1er tour : 2 min 01 s 50 (2e dans la 1re série, Qualifié, 13e au total)
  - Demi-finale : 1 min 59 s 30 (1re dans la 3e demi-finale, Qualifié, 7e au total)
  - Finale : 1 min 56 s 51 min (4e au total) (Record de sa saison)

### Natation
100 mètres nage libre hommes :
- Leonel Matonse : Séries - 57.79 s (65e au total, éliminé)

50 mètres nage libre femmes :
- Ermelinda Zamba : Séries - 29.34 s (55e au total, éliminée)

## Officiels
- Président : Fernando dos Reis Ganhão
- Secrétaire Général : Marcelino Macome